# Klaus Geus
Klaus Geus (* 30. Juni 1962 in Oberhaid, Oberfranken) ist ein deutscher Althistoriker und Verleger. Er ist seit 2009 Professor für Historische Geographie des antiken Mittelmeerraumes an der Freien Universität Berlin. Unter dem Pseudonym Nessun Saprà publiziert er auch über Science-Fiction- und Fantasy-Literatur.

## Leben und Wirken
Klaus Geus machte sein Abitur 1982 am Clavius-Gymnasium in Bamberg und studierte an der Universität Bamberg und der Universität Trier Geschichte, Latein und Griechisch; seine Lehrer waren u. a. Werner Huß, Klaus Döring und Rudolf Rieks. 1991 wurde er in Bamberg mit der Dissertation Prosopographie der literarisch bezeugten Karthager promoviert. Von 1995 bis 2002 war er Assistent an der Universität Bamberg. 2001 habilitierte er sich mit der Schrift Eratosthenes von Kyrene: Studien zur hellenistischen Kultur- und Wissenschaftsgeschichte, in der er das erste Gesamtbild des Universalgelehrten, Bibliothekars und Prinzenerziehers Eratosthenes (276–194 v. Chr.) entwarf.
Im Jahr 2004 gründete Geus den Wissenschaftsverlag „Utopica“. Dort erscheint u. a. die Reihe „Bibliotheca Classicorum“, in der griechische und lateinische Texte mit Übersetzung und Kommentar publiziert werden.
Seine Hauptforschungsgebiete sind die antike Kultur- und Wissenschaftsgeschichte, insbesondere Geographie, Astronomie, Mathematik und Metrologie, antike Historiographie und Militärgeschichte (besonders Herodot und Polyainos), die Geschichte des antiken Nord- und Ostafrika sowie Armenien, Utopien, außerdem die Rezeptionsgeschichte antiker Astronomie und Geographie im mittelalterlichen Orient und der Renaissance. Als Forschungsstipendiat der Gerda Henkel Stiftung arbeitete er an einer Sternkarte zu den Katasterismen des Eratosthenes. 
Er war Lehrbeauftragter an den Universitäten Tübingen, Jena und Mannheim. 2008/2009 vertrat er die Professur für Alte Geschichte an der Universität Mannheim. Seit April 2009 ist er Professor für Historische Geographie des antiken Mittelmeerraumes an der FU Berlin. 2022/23 ließ sich Geus beurlauben.

## Veröffentlichungen (Auswahl)
Als Autor
- Prosopographie der literarisch bezeugten Karthager (= Studia Phoenicia. 13 = Orientalia Lovaniensia analecta. 59). Peeters u. a., Leuven 1994, ISBN 90-6831-643-5.
- Utopie und Geographie: Zum Weltbild der Griechen in frühhellenistischer Zeit. In: Orbis Terrarum. Bd. 6, 2000, ISSN 1385-285X, S. 55–90.
- Eratosthenes von Kyrene. Studien zur hellenistischen Kultur- und Wissenschaftsgeschichte (= Münchener Beiträge zur Papyrusforschung und antiken Rechtsgeschichte. 92). Beck, München 2002, ISBN 3-406-48976-1.
- Space and Geography. In: Andrew Erskine (Hrsg.): A Companion to the Hellenistic World. Blackwell, Oxford u. a. 2003, ISBN 0-631-22537-4, S. 232–245.
- „nemo geometriae ignatus intrato“: Drei Mutmaßungen zu den Latein- und Griechisch–Kenntnissen Arno Schmidts. In: Zettelkasten. 23, ISSN 0176-7887 = Jahrbuch der Gesellschaft der Arno–Schmidt–Leser. 2004, ISSN 2628-3794, S. 143–156.
- mit Thomas Beck: Katechismus der Geschichtswissenschaft. Ein Lehrbuch in 100 Fragen und Antworten (= Hand- und Lehrbücher für Wissenschaft und Unterricht. 1)., Utopica, Oberhaid 2004, ISBN 3-938083-00-X.
- als Nessun Saprà: Lexikon der deutschen Science Fiction und Fantasy. 1870–1918 (= Materialien und Untersuchungen zur Utopie und Phantastik. 1). Utopica, Oberhaid 2005, ISBN 3-938083-01-8.
- Afrika. In: Ptolemaios: Handbuch der Geographie. Griechisch – deutsch. Einleitung, Text und Übersetzung, Index. Teilband 1: Einleitung und Buch 1–4. Herausgegeben von Alfred Stückelberger und Gerd Graßhoff. Schwabe, Basel 2006, ISBN 3-7965-2148-7, S. 380–471.
- Ptolemaios über die Schulter geschaut – zu seiner Arbeitsweise in der Geographike Hyphegesis. In: Michael Rathmann (Hrsg.): Wahrnehmung und Erfassung geographischer Räume in der Antike. von Zabern, Mainz 2007, ISBN 978-3-8053-3749-6, S. 159–166.

Als Herausgeber
- mit Klaus Zimmermann: Punica – Libyca – Ptolemaica. Festschrift für Werner Huß, zum 65. Geburtstag dargebracht von Schülern, Freunden und Kollegen (= Studia Phoenicia. 16 = Orientalia Lovaniensia analecta. 104). Peeters u. a., Leuven u. a. 2001, ISBN 90-429-1066-6.
- mit Jordi Pàmias: Eratosthenes: Sternsagen (Catasterismi). Griechisch – deutsch (= Bibliotheca classicorum. 2). Herausgegeben, übersetzt und kommentiert. Utopica, Oberhaid 2007, ISBN 978-3-938083-05-5 (Rezension bei Bryn Mawr Classical Review).
- mit Katrin Herrmann: Dona sunt pulcherrima. Festschrift für Rudolf Rieks. Utopica, Oberhaid 2008, ISBN 978-3-938083-12-3.
- Remmius Favinus: Gedicht über Gewichts- und Maßeinheiten (Carmen de ponderibus et mensuris). Lateinisch – deutsch (= Bibliotheca classicorum. 3). Herausgegeben, übersetzt und kommentiert. Utopica, Oberhaid 2007, ISBN 978-3-938083-07-9 (Rezension bei H-Soz-u-Kult (PDF; 67 kB)).
- Utopien, Zukunftsvorstellungen, Gedankenexperimente. Literarische Konzepte von einer „anderen“ Welt im abendländischen Denken von der Antike bis zur Gegenwart (= Zivilisationen & Geschichte. 9). Lang, Frankfurt am Main u. a. 2011, ISBN 978-3-631-60485-4.